# ZP Theart
ZP Theart je heavy metalový zpěvák, který působil v hudební skupině DragonForce. S tou nazpíval 4 alba. V roce 2010 ji ovšem opustil, tvrdí, že kvůli rozdílům v hudbě. Svého rozhodnutí prý nelituje. V roce 2012 založil svou vlastní skupinu I Am I. Od roku 2013 působil v kapele Tank, o dva roky později se stal jejím oficiálním členem. V lednu 2017 byl jmenován novým frontmanem skupiny Skid Row.